# ふみカード
ふみカードとは、郵政省および郵政事業庁が販売していた磁気式プリペイドカードである。

## 概要
種類は、500円、1,000円、3,000円で、いわゆるプレミアム（割り増し）は無かった。1989年（平成元年）に販売開始した。
発売当時はテレホンカードやオレンジカードなどのプリペイドカードがブームになっており、コレクションの対象としても人気があった。
郵便局の窓口で切手類・はがきの購入や郵便料金支払い（小包郵便物、料金別納を含む）に使用できたほか、切手・はがきの自動販売機で使用することができた。
2003年（平成15年）日本郵政公社発足時に販売終了した。
その後、利用減少に伴い、2006年（平成18年）に利用停止、2011年（平成23年）に払い戻し受付けが終了した。

## 沿革
- 1989年（平成元年）4月1日販売開始。
  - 図柄は初回が全国共通、2回目以降は地方郵政局単位であった。
- 2003年（平成15年）4月1日販売終了。
- 2005年（平成17年）11月に近年その利用が少なくなってきていることから、2007年（平成19年）3月31日限りで利用停止すると発表。
- 2006年（平成18年）3月に機器類の維持困難を理由に停止日を9月30日限りに半年間前倒しすると発表。
  - 既に販売したカードについては停止日まで使用できる。4月3日から当分の間、カード残高の払い戻しを平日に行う。払い戻しの際はカードの他に印鑑を要した。
- 2007年（平成19年）10月からの郵政民営化に伴い、郵便局での払戻しは9月27日限りで中止され、10月からは無料の書留扱いで、郵便事業横浜支店払戻センターの私書箱に郵送し、ゆうちょ銀行通常貯金か他行口座へ振り込む形に変更された。
  - 希望すれば、払い戻し済みカードの返却も可能。
  - 払戻しは2011年（平成23年）9月30日終了と予定された。
  - 後にセンターは郵便事業大宮西支店（私書箱は無し）に移転した。
- 2011年（平成23年）9月30日払い戻しの受け付け終了[1]。